# Martin Österdahl
Erik Martin Österdahl (Sollentuna; 12 de octubre de 1973) es un autor y productor televisivo sueco quien trabajó para SVT desde 2008 hasta 2014, en los programas Mästarnas mästare, Allt för Sverige y Skavlan'.
En 2016, Österdahl debutó como escritor con el libro Be inte om nåd.

## Festival de la Canción de Eurovisión
En enero de 2020, fue anunciado por la Unión Europea de Radiodifusión (UER) que Österdahl reemplazaría a Jon Ola Sand como el Supervisor Ejecutivo de Eurovisión tras la final de la edición de 2020 que tuvo lugar en Róterdam en mayo de 2020.
Österdahl había sido previamente el productor ejecutivo en las ediciones de 2013 y 2016 (junto a Johan Bernhagen en 2016) en Malmö y Estocolmo respectivamente y fue miembro del Reference Group del festival desde 2012 hasta 2018.
El 27 de junio de 2025, la Unión Europea de Radiodifusión (UER) anunció la baja definitiva de Martin Österdahl como supervisor ejecutivo del Festival de Eurovisión.